# Смъртна заплаха
Смъртната заплаха е заплаха, която често се прави анонимно от един човек или група хора, за убийство на друг човек или група хора. Тези заплахи често са предназначени да сплашват жертвите, за да манипулират поведението им и по този начин смъртната заплаха може да бъде форма на принуда. Например, смъртната заплаха може да се използва за да се разубеди една публична личност да преследва наказателно разследване или застъпническа кампания.
В повечето юрисдикции смъртните заплахи са сериозен тип престъпление. Заплахите за смърт често са обхванати от наказателните устави.

## Методи
Смъртна заплаха може да бъде разпространявана чрез широк кръг медии, сред тях са писма, публикации, телефонни обаждания, интернет блогове и електронна поща. Ако заплахата се осъществи срещу политическа фигура, тя също може да се счита за държавна измяна. Ако заплахата е против населено място (например сграда), това може да е заплаха за тероризъм. Понякога смъртните заплахи са част от по-широка кампания за злоупотреби, насочена към човек или група хора.
Ето един пример за действителна смъртна заплаха от книгата „Wordcrime“ на Джон Олсон. Това е истински пример от наказателно дело, предоставено от Института за съдебна лингвистика, който анализира всички видове текст, включително традиционни писма, откуп, омраза, различни текстове чрез мобилни телефони, SMS и др., за авторство:
„Борис: Аз съм един от 4-те служители, които все още работят в офиса. Забравих самоличността си, защото осъзнах, че нищо повече не е тайна, а авторът на анонимния документ вече е обществена информация. Пиша като истински загрижен. Ние в офиса сме убедени, че съществува истинска заплаха за живота ви, някои мистериозни хора ви търсят (различни хора в различно време). Те не са искрени хора. Ченгетата също ви търсят, казват, че искат да ви върнат в съда, изглежда, че има повече от това, което изглежда“.

## Срещу държавен глава
В някои монархии и републики, както демократични, така и авторитарни, заплахите за убийство на държавния глава и / или ръководител на правителството (като суверен, президент или министър-председател), се счита за престъпление, за което се различават наказанията. Американското законодателство предвижда до 5 години затвор за заплаха към президента на Съединените щати. В Обединеното кралство, по силата на Закона за престъпленията от 1848 г., е незаконно да се опитва убийство или лишаване монарха от своя трон. Това престъпление първоначално е наказвано с наказателен транспорт (изгнание), а след това е променено на смъртно наказание, а наказанието е доживотен затвор.